# Antonio Tomás González
Antonio Tomás González (Torrelavega, 1985. január 19. –) spanyol labdarúgó.

## Pályafutása
González a Racing de Santander junior csapataiban kezdte labdarúgó pályafutását, majd a spanyol első osztályban 2005. október 30-án mutatkozott be a Valencia CF ellen, egyből kezdőként. A 2005–2006-os szezonban 23 alkalommal kapott helyet az első csapatban.
2006-ban a Deportivo de La Coruña klubhoz írt alá, az aláírást követően egy szezonra egyből kölcsönbe adták korábbi csapatához. A Deportivóhoz a 2007–2008-as szezonra tért vissza, de csak alkalmanként kapott játéklehetőséget.

## Klubstatisztikái
| Teljesítmény klubjában | Teljesítmény klubjában | Teljesítmény klubjában | Bajnokság | Bajnokság | Kupa         | Kupa         | Ligakupa        | Ligakupa        | Nemzetközi | Nemzetközi | Összesen | Összesen |
| Szezon                 | Klub                   | Bajnokság              | Mérk.     | Gól       | Mérk.        | Gól          | Mérk.           | Gól             | Mérk.      | Gól        | Mérk.    | Gól      |
| Spanyolország          | Spanyolország          | Spanyolország          | Bajnokság | Bajnokság | Copa del Rey | Copa del Rey | Copa de la Liga | Copa de la Liga | Európa     | Európa     | Összesen | Összesen |
| ---------------------- | ---------------------- | ---------------------- | --------- | --------- | ------------ | ------------ | --------------- | --------------- | ---------- | ---------- | -------- | -------- |
| 2005–06                | Racing Santander       | La Liga                | 23        | 0         |              |              | -               | -               |            |            | 23       | 0        |
| 2006–07                | Racing Santander       | La Liga                | 20        | 0         |              |              | -               | -               |            |            | 20       | 0        |
| 2007–08                | Deportivo              | La Liga                | 12        | 0         |              |              | -               | -               |            |            | 12       | 0        |
| 2008–09                | Deportivo              | La Liga                | 12        | 0         |              |              | -               | -               |            |            | 12       | 0        |
| Spanyolország          | Spanyolország          |                        | 67        | 0         |              |              | -               | -               |            |            | 67       | 0        |
| Karrierje összesen     | Karrierje összesen     | Karrierje összesen     | 67        | 0         |              |              |                 |                 |            |            | 67       | 0        |

(2009. augusztus 31-i állapot )